# Catocala torrenti
Catocala torrenti är en fjärilsart som beskrevs av Ramon Agenjo Cecilia 1959. Catocala torrenti ingår i släktet Catocala och familjen nattflyn. Inga underarter finns listade i Catalogue of Life.